# Fucellia aestuum
Fucellia aestuum är en tvåvingeart som beskrevs av Aldrich 1918. Fucellia aestuum ingår i släktet Fucellia och familjen blomsterflugor. Inga underarter finns listade i Catalogue of Life.